# Arno Lederer
Arno Lederer (* 3. Oktober 1947 in Stuttgart; † 21. Januar 2023 ebenda) war ein deutscher Architekt, Büropartner bei Lederer+Ragnarsdóttir+Oei und Universitätsprofessor.

## Werdegang
Arno Lederer studierte von 1968 bis 1976 Architektur an der Universität Stuttgart und an der TU Wien und arbeitete bei Ernst Gisel in Zürich (1977) und bei Berger Hauser Oed in Tübingen (1978). 1979 gründete er mit Burkhard Sambeth das Architekturbüro Lederer und Sambeth, von 1982 bis 1985 arbeitete Lederer alleine und von 1985 an mit Jórunn Ragnarsdóttir und ab 1992 mit Marc Oei.
Lederer lehrte als Professor an der Hochschule für Technik Stuttgart (1985–90), als Nachfolger von Jo Coenen an der Universität Karlsruhe (Baukonstruktion und Entwerfen: 1990–97; Gebäudelehre: 1997–2005) und an der Universität Stuttgart (2005–14). Arno Lederer verließ im Jahr 2005 die Universität Karlsruhe, da er einen Ruf an die Architekturfakultät der Universität Stuttgart erhielt. Er war mit der allgemeinen Lehrhaltung am Karlsruher Fachbereich Architektur unzufrieden. Seiner Meinung nach hatten vor allem die gebäudetechnischen Lehrstühle der Fakultät und die von ihnen unterrichteten Fächer ein zu starkes Gewicht bei der Architektenausbildung. Daniele Marques übernahm die Professur an der KIT.
Von 2000 bis 2005 war er Mitglied des Beirats im Deutschen Architekturmuseum in Frankfurt am Main, von 2002 bis 2006 wissenschaftlicher Beirat im Bundesamt für Bauwesen und Raumordnung in Berlin, von 2007 bis 2012 war Lederer Mitglied des Beirats der Bundesstiftung Baukultur in Potsdam, seit 2009 gehörte er dem Gestaltungsbeirat für das Dom-Römer-Areal der Stadt Frankfurt am Main an.

## Haltung
Der durch die Zeit der frühen Postmoderne und der Architektur der 1970er Jahre geprägte Lederer vertrat eine an anthropologischen Konstanten orientierte Bauweise. Die moderne Bautechnik im Sinne einer filigranen Stahl-Glas-Architektur lehnte er hierbei zugunsten des massiv umbauten Raumes ab.
Der rechte Winkel wird an ausgewählten Stellen – wie Treppenhäusern oder Fensteröffnungen – immer wieder abgerundet, um eine für Deutschlands zeitgenössische Architektur eher ungewohnt formenreiche Baukunst hervorzubringen. Lederer sieht Architektur als Baukunst, die keinen Anspruch auf Perfektion haben muss. Nach seiner Ansicht lassen sich selbst bei wichtigen Bauten der jüngeren Architekturgeschichte Bauschäden entdecken. Auch die Verwendung digitaler Technik im Zusammenhang mit der Entwurfsfindung sah er kritisch. Dem Computerplan werden oftmals Aquarelle oder Bleistiftpläne Vorrang gegeben.
Während der Großteil der Architekturwelt sich einer eher technoid-visionären Haltung zuwandte, nahm Arno Lederer eine traditionell-anthroposophisch geprägte Außenseiterhaltung ein. In einer Zeit, in der Energieverbrauch und Nachhaltigkeit eine immer größere Bedeutung erlangen, gibt es nach Ansicht vieler Architekten keinen Platz mehr für traditionsbewusstes Bauen. Lederer selbst verwies in diesem Zusammenhang auf das Wegfallen des Wesentlichen am Baukörper durch die Technik. Was übrig bleibt, sei eine standardisierte, möglichst verwertbare Architektur, wodurch das eigentlich Schöne – auch Werte im menschlichen Bewusstsein – verloren gehe.

## Lehre
Arno Lederers Haltung übertrug sich auch auf die Lehre. Er vermittelte Architekturstudenten vor allem haptische und zeichnerische Erfahrungen im Zusammenhang mit dem architektonischen Entwurf. Der kreative Prozess des Entwerfens ist hierbei das Wichtigste, während bauphysikalische oder konstruktive Fragen eher in den Hintergrund gerückt werden. Gleichwohl verfügt Arno Lederer über eine Nähe zu baukonstruktiven Themen: Sowohl an der Universität Stuttgart als auch an der Universität Karlsruhe hat er dieses Fach unterrichtet. Zu den „drei Säulen der Architekturlehre“ gehören für Arno Lederer die Förderung der Begabung, die Motivation durch Anerkennung und die Notwendigkeit der Erdung.

## Akademische Mitarbeiter
- 2005–2008: Katharina Leuschner
- 2005–2014: Victoria von Gaudecker

## Zitat
„Wir mögen die transparenten Glashüllen nicht so sehr. Warum sollen wir in Gebäude gehen, die uns beim Betreten sagen: Du bist wieder draußen.“ (Dezember 2015)

## Kontroverse
Im Sommer 2020 stellte sich Lederer zusammen mit Jórunn Ragnarsdóttir und Marc Oei gegen den „Tutti“-Kiosk, der unter den Kolonnaden des Staatstheaters Darmstadt temporär aufgebaut werden sollte. Man wollte dort „in der Corona-Zeit Künstler unterstützen und das soziale Leben [...] kulturell bereichern“. Laut Echo Darmstadt äußerten die Architekten in einem Schreiben, „der unter die Kolonnade gestellte Kiosk beeinträchtige nicht nur das Bauwerk, sondern entstelle den Sinn des gesamten Entwurfs“. Die Eröffnung wurde infolgedessen abgesagt.

## Wichtige Bauten (Auswahl)
- Siehe Lederer+Ragnarsdóttir+Oei

## Jurytätigkeit (Auswahl)
2008: Wettbewerb Humboldt Forum (Stadtschloss) in Berlin
2008 war Arno Lederer Mitglied des Preisgerichts für den Wettbewerb zum Wiederaufbau des Berliner Stadtschlosses (Humboldt-Forum). Als Sieger aus diesem internationalen Wettbewerb ging der italienische Architekt Franco Stella hervor. Der von Arno Lederer in der Zeit veröffentlichte Beitrag Geben Sie Gedankenfreiheit vom 23. Dezember 2008 beschreibt den mit einem Sonderpreis ausgezeichneten Entwurf des Architekturbüros Kuehn Malvezzi (Berlin), der anstelle eines stringenten Wiederaufbaus des Schlosses einen „fertigen Rohbau“ aus Sichtziegeln vorschlug. Diese Fassade wäre dann sukzessive mit Steinmetz-Elementen besetzt worden.
„Kuehn Malvezzi haben nicht den Fehler begangen und den Wiederaufbau des Schlosses zum Thema gemacht, vielmehr begreifen sie die geforderten Fassaden als eines von vielen Entwurfsmaterialien“ betont Arno Lederer in seinem Artikel. Nach einer im Juni 2010 von der Bundesregierung getroffenen Entscheidung im Zuge eines Sparpakets wurde der Wiederaufbau des Schlosses, der mit rund 550 Millionen Euro veranschlagt wurde, zunächst bis auf 2014 verschoben.
1997: Wettbewerb Stuttgart 21
1997 fungierte Arno Lederer als „Fachpreisrichter“ im Preisgericht für den architektonischen Entwurf des Projekts „Stuttgart 21“. In diesem Preisgericht zur Neuordnung des Stuttgarter Hauptbahnhofs waren neben hochrangigen Architekten die Deutsche Bahn AG, der Bund, das Land Baden-Württemberg und die Landeshauptstadt Stuttgart vertreten.
1997 billigte Lederer als einer der „Fachpreisrichter“ den Teilabbruch des von Paul Bonatz entworfenen Stuttgarter Hauptbahnhofs. Das Votum des Preisgerichts vom 4. November 1997 war einstimmig. 
Der prämierte Entwurf beruht auf einem Abbruch der beiden Seitenflügel des Bonatz-Baus. Das Landesdenkmalamt Baden-Württemberg hatte das Ensemble des Stuttgarter Hauptbahnhofs am 20. August 1987 im Denkmalbuch als „Kulturdenkmal von besonderer Bedeutung“ eingestuft.
Zu den Unterzeichnern eines im April 2008 formulierten internationalen Aufrufs von prominenten Denkmalschützern, Kunsthistorikern und Architekten „zum Erhalt des Stuttgarter Hauptbahnhofs“ zählt auch Arno Lederer.
Der Appell richtete sich gegen den geplanten Abbruch der beiden Seitenflügel des Gebäudes, wie das im prämierten Entwurf des Düsseldorfer Architekturbüros Ingenhoven konzipiert ist. Lederer distanzierte sich am 16. Juli 2008 in der Stuttgarter Zeitung (Architekt aus dem Preisgericht übt Kritik) von seiner früheren Haltung zu dem prämierten Entwurf. „Ist der Besitz eines Bahnhofs, der neben dem von Helsinki in der Welt einzigartig ist, nicht eine Anerkennung für Bahn und Stadt gleichermaßen?“ lautet eine Kernaussage in Lederers Artikel.
Im Oktober 2017 fungierte Lederer als Juryvorsitzender des Wettbewerbs für das neue Konzerthaus im Werksviertel in München.

## Publikationen
- mit Wolfgang Bachmann: Einfamilienhäuser – Das ultimative Planungsbuch: Grundrisse, Materialien, Details. Callwey, München 2012, ISBN 978-3-76671960-7.
- mit Jórunn Ragnarsdóttir, Marc Oei: Lederer Ragnarsdóttir Oei. Jovis, Berlin 2012, ISBN 978-3-86859-199-6.
- Charakterköpfe und Käuze. Skizzen von 1975 bis 2009. Mit einem Vorwort von Gerd de Bruyn. Jovis, Berlin 2011, ISBN 978-3-86859-135-4.
- mit Barbara Pampe: Raumpilot Lernen. Krämer, Stuttgart/Zürich 2010, ISBN 978-3-7828-1527-7.
- mit Bettina Hintze: Die besten Einfamilienhäuser unter 150 m2. Deutschland – Österreich – Schweiz. Callwey, München 2004, ISBN 3-7667-1598-4 (Häuser-Award ... ; 2004)
- mit Jórunn Ragnarsdóttir: Wohnen heute = Housing today. [Übers. ins Englische: Peter Green]. Krämer, Stuttgart/Zürich 1992, ISBN 3-7828-0616-6.